# Mazepa (film 1909)
Mazepa, ros. Мазепа, Maziepa – rosyjski niemy film w reżyserii Wasilija Gonczarowa z 1909 roku na motywach poematu Aleksandra Puszkina Połtawa i libretta opery Mazepa Piotra Czajkowskiego. Film zachował się bez napisów.

## Fabuła
Zakochany w Marii hetman Mazepa prosi jej ręki u ojca dziewczyny – Koczubeja, który jednak się nie zgadza na ślub. Marija potajemnie opuszcza dom u ucieka z Mazepą. Koczubej wysyła do cara Piotra skargę na hetmana. Car nie wierzy ojcu Marii i oddaje Mazepie list od niedoszłego teścia i posłańca, który go doręczył. Koczubej zostaje schwytany. Matka Marii błaga córkę o ratowanie życia ojca, jednak na nic się to nie zdaje. Koczubej zostaje zgładzony.

## Obsada
- Andriej Gromow (Андрей Громов) – Mazepa
- Raisa Reisen (Раиса Рейзен) – Marija
- Wasilij Stiepanow (Василий Степанов) – Koczubej
- Antonina Pożarska (Антонина Пожарская) – matka Marii

## Twórcy filmu
- Wasilij Gonczarow (Василий Гончаров) – reżyser, scenarzysta
- Władimir Siwiersien (Владимир Сиверсен) – zdjęcia
- Aleksandr Chanżonkow (Александр Ханжонков) – producent